# São Luís
São Luís Maranhão állam fővárosa Brazíliában. A város a São Luís-szigeten helyezkedik el a Baía de São Marcosban, az Atlanti-óceán egy öblében, amelyet a Pindaré, Mearim, Itapecuru és más folyók torkolata alakított ki. A város lakossága mintegy 998 385 fő (2006). A városnak tengeri kikötői vannak, a Ponta da Madeira és a Porto do Itaqui, rajtuk keresztül exportálják az amazóniai területekről származó vasérc jelentős részét. A város fő iparága a kohászat, valamint itt van a Maranhãoi Állami Egyetem.
Eredetileg a város helyén a tupinambá törzs nagy faluja állt. Az első európaiak a franciák voltak 1612-ben, akik francia gyarmattá akarták tenni a területet. Erődjüket IX. (Szent) Lajos francia király után nevezték el Saint Louis-nak (portugálul São Luís). Ezt 1615-ben Jerônimo de Albuquerque hódította meg Portugália számára, így a franciáknak csak kevés idejük maradt a város felépítésére. Sao Luíst mindenesetre franciák által alapított városként tartják számon, és Brazília államainak fővárosai között az egyetlen, amit nem a portugálok alapítottak.
1641-ben a várost lerohanták a hollandok. 1645-ig maradtak, de nem sikerült befolyásolniuk a város építészeti arculatát, vagy bármilyen nyomot hagyni rajta, hiszen nem az építéssel voltak elfoglalva, hanem uralmuk megőrzésével. Így lett São Luís a portugál gyarmati építészet egyik legnagyobb és legjobb állapotban fennmaradt öröksége. 

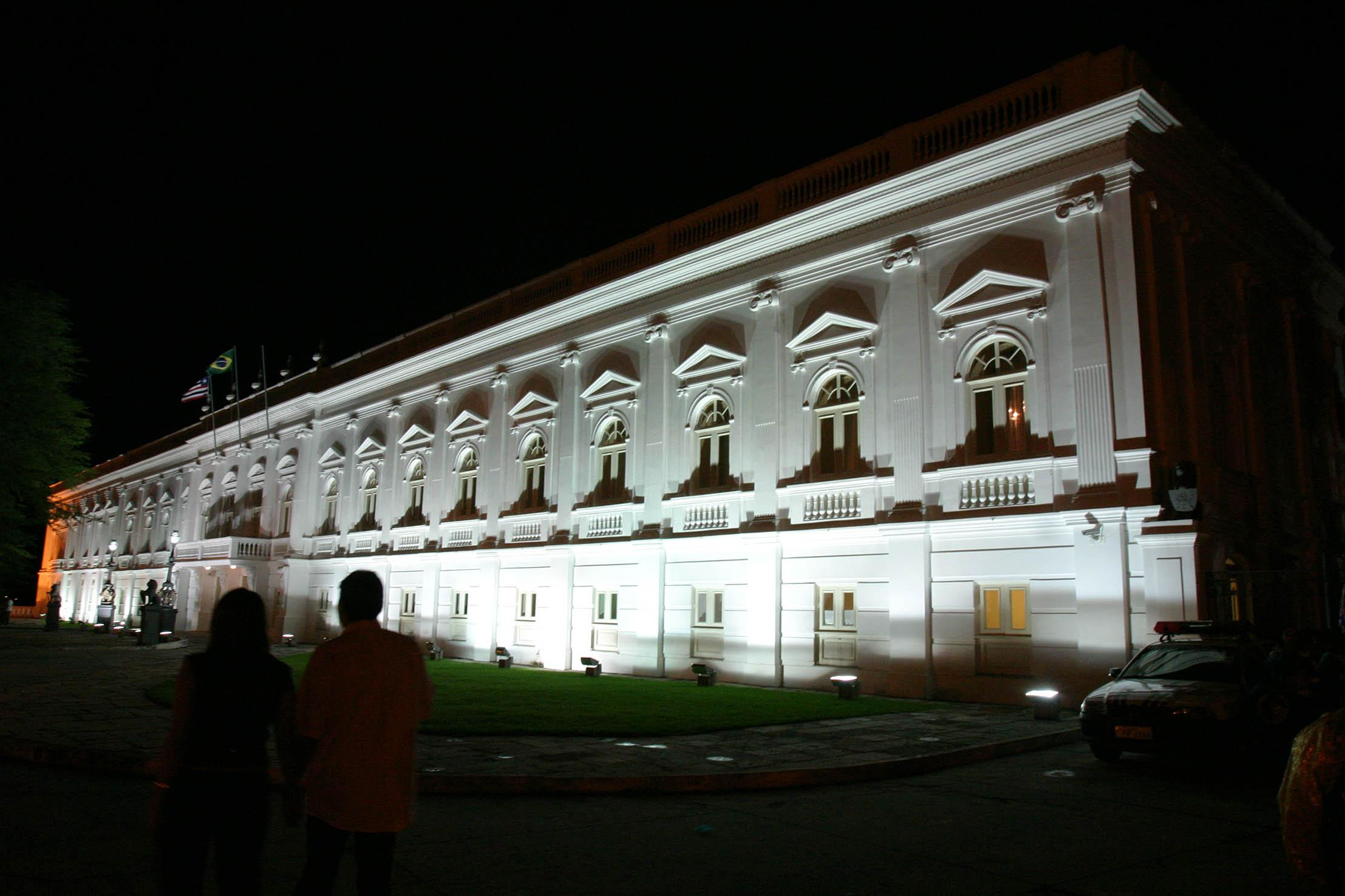
Maranhão állam és São Luís kormányzati székhelye, a Palácio dos Leões egy éjszakai felvételen.

A város eleinte elmaradt más tengerparti városok mögött, de a 18. század végén a gyapottermesztés hatására rohamos fejlődésnek indult. Ekkor és a következő évszázadban épültek a városi polgári építészet alkotásai, amelyek híressé teszik Sao Luíst. Sok, a 16-18. században épült temploma közül a legjelentősebb a katedrális (Igreja da Sé), amelynek ma már csak a főoltára barokk, az átépítések következtében a többi része klasszicista. A kormányzói palota (Palácio do Governo) szintén klasszicista stílusú. A módos polgárok házainak díszítésénél jellemző a díszes csempeborítás. 1989-ben egy kiterjedt program kezdődött, a város történelmi központjának, a gyarmati korszak épületeinek tatarozása és helyreállítása.
Szigete a Szerelem szigete és a Brazíliai Athén néven is ismert, hiszen sok költő és író élt itt, mint például Aluísio Azevedo, Graça Aranha, Gonçalves Dias, Ferreira Gullar. Július elején tartják a nevezetes Bumba-Meu-Boi ünnepséget, amely egy népszerű pásztorjáték, amelynek előadásában keverednek a portugál, az indián és az afrikai elemek.

## Népesség
A város népességének változása:
| Lakosok száma | 870 028 | 1 014 837 | 1 073 893 | 1 108 975 | 1 115 932 | 1 037 775 |
|               | 2000    | 2010      | 2015      | 2020      | 2021      | 2022      |